# Lipocosma calla
Lipocosma calla is een vlinder uit de familie van de grasmotten (Crambidae). De wetenschappelijke naam van de soort is voor het eerst gepubliceerd in 1901 door William James Kaye.
De soort komt voor in Trinidad en Honduras.